# Ulysse contre Hercule
Pour plus de détails, voir Fiche technique et Distribution.
Ulysse contre Hercule (titre original : Ulisse contro Ercole) est un film italo-français de Mario Caiano sorti en 1962.

## Synopsis
En découvrant l'audace d'Ulysse, les dieux sont mécontents. Ils décident d'envoyer Hercule pour tenter de le faire revenir à la raison. Les deux hommes deviennent amis et vivent mille dangers, particulièrement pour sauver Hélène, la fiancée d'Hercule, qui a été enlevée par Adraste, son prétendant...

## Fiche technique
- Titre original : Ulisse contro Ercole
- Réalisation : Mario Caiano, assisté de Gérard Ducaux-Rupp
- Scénario : Mario Caiano et André Tabet
- Directeur de la photographie : Alvaro Mancori Totalscope eastmancolor
- Montage : Renato Cinquini
- Musique : Angelo F. Lavagnino
- Costumes : Mario Giorsi
- Décors : Piero Filippone
- Effets spéciaux : Galliano Rico
- Genre : Péplum
- Pays de production :  Italie,  France
- Durée : 105 minutes
- Date de sortie :
  - Italie : 3 février 1962
  - France : 8 août 1962

## Distribution
- Georges Marchal (VF : Lui-même) : Ulysse
- Michael Lane (VF : Raymond Loyer) : Hercule
- Alessandra Panaro (VF : Arlette Thomas) : Hélène
- Dominique Boschero : la reine du peuple des oiseaux
- Gabriele Tinti (VF : Jean-Louis Jemma) : Mercure
- Raf Baldassarre (VF : Georges Aminel) : Prince Leucos
- Gianni Santuccio (VF : Jacques Berthier) : le roi Lagos
- Yvette Lebon : Junon
- Tino Bianchi (VF : Richard Francœur) : le roi Ircarno
- Raffaele Pisu (VF : Jean Violette) : Assur, le capitaine du bateau
- Raffaella Carrà : Adraste
- Eleonora Bianchi : une prisonnière de Lagos
- Raf Baldassarre : le prince Adrasto
- Nando Angelini : un messagers